# O. G. Rego de Carvalho
Orlando Geraldo Rego de Carvalho, conhecido como O. G. Rego de Carvalho, (Oeiras, 25 de janeiro de 1930 — Teresina, 9 de novembro de 2013) foi um escritor romancista brasileiro.
Ocupava a cadeira número 6 da Academia Piauiense de Letras e, além de romancista, era também Bacharel em Direito, professor e funcionário aposentado do Banco do Brasil. Doutor “Honoris Causa” da Universidade Federal do Piauí, integrou o Grupo Meridiano e pertence à Geração 45. Juntamente com o poeta H Dobal e o crítico M. Paulo Nunes, lançou em 1949 a revista "Caderno de Letras Meridiano", um marco dentro do Modernismo Piauiense.
Sua obra mais marcante é Rio Subterrâneo, quando o escritor expõe de forma crua as neuroses, conflitos, medos, loucura e solidão de seus personagens.
Faleceu na manhã de 9 de novembro de 2013 no Hospital São Paulo em Teresina, aos 83 anos, de falência múltipla dos órgãos, após oito dias internado na Unidade de Terapia Intensiva (UTI) do hospital.

## Principais obras
- Ulisses Entre o Amor e a Morte, 1953[2]
- Amarga Solidão, 1956
- Rio Subterrâneo, 1967[2]
- Somos Todos Inocentes, 1971[2]
- Como e Por Que Me Fiz Escritor,  1989
- Ficção Reunida, 2001[2]